# Guerre du Kivu
Pour les articles homonymes, voir Kivu (homonymie).
Guerre du Kivu
Batailles
- Bataille de Goma (2008)
- Kimia II
- Rébellion du M23
- Bataille de Goma (2012)
- Bataille de Semuliki
- Conflit du M23
- Bataille de Goma (2025)
- Offensive de Bukavu
- Attentats du rassemblement du M23 à Bukavu

La guerre du Kivu est un terme générique permettant de désigner les différents conflits armés qui se succèdent dans l'est de la république démocratique du Congo (RDC) depuis la fin de la deuxième guerre du Congo (1998-2003), et qui voient les Forces armées de la république démocratique du Congo (FARDC) affronter une multitude de groupes armés locaux, principalement dans les provinces du Nord-Kivu et du Sud-Kivu. La Mission de l'Organisation des Nations unies pour la stabilisation en république démocratique du Congo (MONUSCO), dans le cadre de son mandat, apporte son soutien aux FARDC, alors que les forces régulières de différents pays de la région prennent elles aussi part, épisodiquement, aux conflits, en tant qu'alliés de la RDC, ou en prêtant appui à des factions armées rebelles, de manière plus ou moins affirmée.
Les conflits armés qui sévissent dans la région du Kivu sont le résultat d'un ensemble de facteurs extrêmement complexes et interconnectés : griefs historiques, tensions ethniques, intérêts locaux, nationaux et internationaux et convoitise des ressources naturelles congolaises. Le génocide des Tutsi au Rwanda en 1994, et la présence des forces génocidaires parmi les Hutu rwandais qui ont trouvé refuge au Zaïre (nom de la RDC à cette époque) à la suite du renversement du gouvernement Hutu génocidaire par la rébellion tutsi du Front patriotique rwandais (FPR), marquent le début du cycle de conflits qui va plonger dans l'instabilité et la violence l'est du pays. De 1996 à 2003, les première et deuxième guerre du Congo, impliquant différents États africains, se succèdent en RDC, entraînant les premiers déplacements de civils, massacres et violations des droits de l'homme dans la région, documentés par le rapport Mapping, mais jamais jugés. Les conflits qui suivent, à l'inverse des deux guerres du Congo, ne sont pas des affrontements interétatiques, mais opposent le gouvernement de la RDC à des milices armées locales et des rébellions multiformes, dont certaines soutenues par des États, perpétuant l'insécurité dans l'est du pays : déplacements de populations, exactions, crimes, viols et autres violations du droit humains. Certains de ces faits sont qualifiés de crimes de guerre par des ONG, dont Human Rights Watch et Amnesty International, et les enquêtes de la Cour pénale internationale ont débouché sur des condamnations pour crime de guerre et crime contre l'humanité pour des faits commis en 2002 par Thomas Lubanga, Germain Katanga et Bosco Ntaganda lors du conflit en Ituri.
Depuis 2004, trois phases de déstabilisation de la région du Kivu peuvent être identifiées.
La première phase se déroule de 2004 à 2009, avec comme acteur principal Laurent Nkunda et sa rébellion à majorité Tutsi, le congrès national pour la défense du peuple (CNDP), officialisé en 2006, un groupe politico-militaire soutenu par le Rwanda, dont les objectifs affichés sont la défense des Tutsi congolais, la neutralisation des Forces démocratiques de libération du Rwanda (FDLR) et le retour en RDC des réfugiés congolais tutsis exilés au Rwanda. Le CNDP rentre en confrontation directe avec le gouvernement congolais et les Forces armées de la république démocratique du Congo (FARDC), prend progressivement le contrôle de plusieurs zones du Nord-Kivu, et arrivent jusqu'aux portes de Goma. Fin 2008, les gouvernements rwandais et congolais concluent un accord qui vise à stopper la rébellion du CNDP en échange d'une lutte commune contre les FDLR sur le sol congolais. En janvier 2009, Nkunda, lâché par Kigali, est arrêté au Rwanda, et le nouveau leader du CNDP, Bosco Ntaganda, annonce la fin des hostilités, et la mise à disposition des combattants de la rébellion pour intégration dans les FARDC afin de combattre les FDLR. Durant l'année 2009, l'armée congolaise, au sein de laquelle les combattants du CNDP ont été intégrés, et les Forces rwandaises de défense (FRD) traquent les FDLR dans le Nord-Kivu, ces affrontements donneront lieu à de nombreuses victimes civiles.
La seconde phase prend place en 2012 et 2013, avec comme acteur principal le Mouvement du 23 Mars (M23). Elle advient à la suite de la rébellion d'anciens combattants du CNDP, intégrés à l'armée régulière, qui accusent Kinshasa de ne pas avoir respecté l'accord du 23 mars 2009, conclu à la suite de l'abandon de la lutte du CNPD. Cette rébellion donne lieu à la création du M23, qui, comme son prédécesseur du CNDP, va s'emparer de pans du Nord-Kivu, et cette fois de Goma, avant d'être défait par les troupes gouvernementales et les soldats de la MONUSCO, puis va se réfugier au Rwanda et en Ouganda, tous deux accusés de soutenir les rebelles. Un accord entre Kinshasa et le M23 visant à démobiliser et amnistier les anciens combattants du M23 est signé fin 2013, mais est très mal accueilli par une population congolaise largement hostile aux rebelles.
La phase actuelle de ce conflit se caractérise par les exactions commises par les Forces démocratiques alliées (ADF) dans le Nord-Kivu et l'Ituri ainsi que la reprise des armes par le M23 fin 2021, qui accuse Kinshasa de ne pas respecter les accords de Nairobi. Le M23, soutenu par les Forces rwandaises de défense (FRD), procède à des offensives dans les territoires de Nyiragongo, de Rutshuru, de Masisi et de Lubero, permettant aux insurgés de prendre le contrôle de larges pans de la région du Nord-Kivu. En mars 2024 le M23 contrôlerai environ la moitié de la province du Nord-Kivu, selon Richard Moncrieff, directeur de la région des Grands Lacs pour l'International Crisis Group. 
Après une période d'accalmie qui fait suite à la signature d'un cessez-le-feu négocié dans le cadre du processus de Luanda en août 2024, les affrontements entre le M23 et les forces loyalistes reprennent en octobre et s'intensifient à la suite de l'annulation du sommet de Luanda prévu pour le 15 décembre.  Le M23 poursuit son expansion dans la région, et début 2025, la rébellion parvient à prendre le contrôle de plusieurs localités clés, dont Masisi, Minova (en), Goma et Bukavu, respectivement capitales provinciales du Nord-Kivu, et du Sud-Kivu. 
En avril 2025, des négociations débutent à Doha entre l’Alliance fleuve Congo (AFC), le M23 et le gouvernement de la république démocratique du Congo, sous médiation qatarie, visant à résoudre le conflit. Malgré des déclarations d’intention pour une trêve et une « déclaration de principes » signée par les ministres des Affaires étrangères de la RDC et du Rwanda à Washington, des affrontements persistent dans certaines zones du Nord et du Sud-Kivu. Le 27 juin 2025, sous l'égide des États-Unis, un accord de paix est signé à Washington, entre la république démocratique du Congo et le Rwanda, et le 19 juillet, une déclaration de principes est signée entre l'AFC/M23 et le gouvernement congolais, sous la médiation qatarie, établissant un cadre pour parvenir à un accord de cessez-le-feu.
Depuis 2021, Le Mouvement du 23 mars (M23), les Forces démocratiques de libération du Rwanda (FDLR), les Forces démocratiques alliées (ADF) et la coopérative pour le développement du Congo (CODECO) comptent parmi les milices les plus actives des 120 groupes armées identifiés dans les provinces du Nord-Kivu, du Sud-Kivu, et de l'Ituri. En mai 2021, en réponse à la recrudescence des conflits dans l'est du pays, l'Ituri et le Nord-Kivu sont placés en état de siège.
Le Rwanda est accusé par plusieurs rapports de l'ONU et par la RDC de soutenir le M23, tandis que l'Ouganda joue de son côté un rôle ambigu, engagé par un accord bilatéral avec le gouvernement congolais pour combattre les Forces démocratiques alliées (ADF), mais également accusé en juin 2024 dans le rapport annuel du groupe d'expert mandaté par l'ONU de prêter appui au M23, ce que dément Kampala.
En juillet 2024, un rapport d'experts mandatés par l'ONU accuse le Rwanda de violer la souveraineté de la RDC notamment par l'envoi de troupes rwandaises dans le Nord-Kivu en soutien à la rébellion du M23. Le rapport pointe aussi les relations que l'Ouganda entretient avec cette rébellion, et accuse la RDC d'utiliser comme supplétifs des groupes armés, regroupés sous la bannière wazalendo, et qui se livrent dans la région à de nombreuses exactions : recrutement d'enfants soldats, violences contre la population civile, alors que les Forces démocratiques alliées (ADF), avec plus d'un millier de victimes en 2023, sont présentés comme le groupe armé le plus meurtrier envers la population civile dans l'est de la RDC.
Depuis 2022, des initiatives diplomatiques sont initiées afin de désescalader les tensions dans l'est de la RDC :
- Le processus de Luanda, mené sous l'égide de l'Angola, qui se concentre sur le dialogue régional et les questions de sécurité transfrontalière, notamment entre la RDC et le Rwanda ;
- Le processus de Nairobi, soutenu par le Kenya, qui vise à faciliter le dialogue entre le gouvernement congolais et les groupes armés[20];
- Le processus de Doha, medié par la Qatar et débuté en avril 2025, à la suite de l'expansion dans les provinces du Nord-Kivu et du Sud-Kivu du M23 et les échecs du processus de Luanda et de Nairobi. Ces pourparlers entre l'AFC/M23 et la RDC visent à résoudre pacifiquement le conflit qui les opposent depuis novembre 2021. Il abouti en juillet 2025 a une déclaration de principes, établissant un cadre pour un cessez-le-feu.

## Contexte

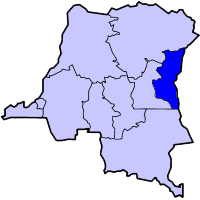
Localisation des provinces du Nord-Kivu et du Sud-Kivu.

En 1994, après le génocide des Tutsis au Rwanda, des centaines de milliers de Hutus fuient vers l'est du Zaïre, craignant des représailles du Front patriotique rwandais (FPR), la rébellion Tutsi dirigé par Paul Kagame qui vient de prendre le contrôle de Kigali. Parmi les réfugiés se trouve aussi les principaux acteurs du génocide : le gouvernement, les anciennes Forces armées rwandaises (ex-FAR) et les milices interahamwe. Cet afflux de personnes déstabilise la région, déjà marquée par des tensions politico-ethniques,,. Les Hutus deviennent majoritaires dans le Nord-Kivu, entraînant des conflits entre groupes ethniques. Fin 1995, des affrontements violents éclatent, ciblant notamment les Tutsis congolais, ce qui provoque l'exode de milliers d'entre eux vers le Rwanda,.
En 1996, face aux menaces des forces génocidaires qui utilisent les camps de réfugiés au Zaïre comme bases arrières pour organiser des attaques au Rwanda, et à l'incapacité du gouvernement zaïrois et de la communauté internationale à régler la question de leur présence dans les camps, Paul Kagame lance des incursions militaires au Zaïre. Cela marque le début de la première guerre du Congo, où l'Armée patriotique rwandaise (APR) et l'Alliance des forces démocratiques pour la libération du Congo (AFDL), une rébellion banyamulenge avec à sa tête Laurent-Désiré Kabila, mais en réalité orchestrée et dirigée par le Rwanda, vont détruire les camps de réfugiés, et massacrer indistinctement des milliers de Hutus,,. Cette coalition, soutenue par l'Ouganda, le Burundi et l'Angola, renverse en quelques mois le président du Zaïre, Mobutu Sese Seko, tandis que Kabila se proclame président et renomme le pays république démocratique du Congo (RDC).
Craignant l'influence prépondérante du Rwanda et de l'Ouganda, Laurent Kabila leur ordonne de quitter la RDC, et dans les jours qui suivent leur départ, le 2 août 1998, la deuxième guerre du Congo éclate. Une nouvelle rébellion de soldats banyamulenge, appuyée par le Rwanda et l'Ouganda, forme le Rassemblement congolais pour la démocratie (RCD) et prend rapidement le contrôle de vastes zones à l'est de la RDC. Kabila incite la population à s'opposer aux Tutsis, provoquant une vague de violence contre ces derniers dans plusieurs villes, notamment à Kinshasa, résultant en de nombreuses arrestations, disparitions et exécutions sommaires,,,,. Cette nouvelle guerre implique neuf pays africains : l'Angola, le Zimbabwe, la Namibie, le Tchad, la Libye et le Soudan soutiennent la RDC, tandis que le Rwanda, l'Ouganda et le Burundi s'y opposent. Les exactions commises par les belligérants durant cette période : déplacements de civils, massacres et violations des droits de l'homme, qui auraient causées la mort de millions de congolais, notamment en Ituri et dans les provinces du Kivu, sont documentées dans le rapport du projet Mapping, mais n'ont jamais été jugées.
En juin 2003, la deuxième guerre du Congo prend officiellement fin avec la formation d'un gouvernement de transition. Celui-ci, dirigé par Joseph Kabila, et incluant les chefs des principaux groupes rebelles, organise la mise en place d'une nouvelle armée nationale, les Forces armées de la république démocratique du Congo (FARDC). Par le biais d'un processus nommé brassage, les combattants des groupes armés congolais doivent être intégrés au sein de l'armée régulière et affectés dans une région différente de leurs zones de combats initiales.
Issu des rangs d'un de ces groupes armés, le RCD-Goma, qu'il a rejoint en 1998, l'officier tutsi congolais Laurent Nkunda est intégré dans l'armée congolaise avec le grade de colonel. En 2004, il est promu général,, refusant de se rendre à Kinshasa et le processus de brassage,, il repart en rébellion avec des troupes du RCD-Goma elles aussi réfractaires au brassage et au processus de transition, et se retire dans les forêts du Masisi, territoire du Nord-Kivu, frontalier avec le Rwanda,.

## Rébellion de Laurent Nkunda et du CNPD (2004-2009)

### 2004: Prise de Bukavu
En 2004, les forces de Laurent Nkunda déclarent les hostilités avec l'armée de la RDC dans la région du Sud-Kivu, et fin mai 2004, des affrontements éclatent dans la ville de Bukavu, des soldats fidèles au colonel Jules Mutebusi s'opposent aux Forces armées de la république démocratique du Congo (FARDC) dirigé par le Général Félix Mbuza Mabe, commandant de la 10e région militaire. Les deux parties se rejettent la faute quant à l'origine des heurts, et près de 3 000 civils,, principalement des Banyamulenge, fuient vers Cyangungu au Rwanda, dans la crainte de persécution. Laurent Nkunda, à la tête de trois à quatre mille hommes, part de Goma pour prêter assistance à Mutebusi, et le 2 juin 2004, Bukavu tombe au main des troupes rebelles, qui repoussent les FARDC dans les collines alentour,. Laurent Nkunda et Jules Mutebusi ont affirmé que leurs actions visaient à protéger d'un génocide la communauté Banyamulenge de Bukavu perpétré par les FARDC,,. Bien que des exactions à l'encontre de cette communauté aient bien eu lieu, les conclusions de l'enquête de la MONUC contredisent les affirmations des officiers renégats, en excluant la possibilité d'un génocide,. Durant la période des combats à Bukavu, des violations de droits humains et des crimes de guerre, documenté par Human Rights Watch, ont été perpétrés aussi bien par des soldats de l'armée régulière, sous le commandement du général Mabe, que par les forces armées rebelles,.
Le 9 juin 2004, à la suite des négociations avec les forces de maintien de la paix des Nations unies, les occupants se retirent de Bukavu,, et se replient dans les forêts du Masisi, et les FARDC reprennent le contrôle de la ville.
Les forces rebelles se scindent, une partie s'enfuyant vers le Rwanda sous les ordres du colonel Jules Mutebutsi après avoir été chassée de Kamanyola par les FARDC avec l'aide de la MONUC,,. Plus de 150 000 rwandophones (comme Nkunda) ont, selon les observateurs, fuit le Sud-Kivu pour le Nord-Kivu par peur de représailles de la part de l'armée de la RDC.

### 2005: Défections, discours belliqueux et mandat d'arrêt
En août 2005, Laurent Nkunda appelle à la dissolution du gouvernement de transition, qu'il accuse de corruption, et menace de prendre des mesures militaires pour se débarrasser du clan Kabila. De plus en plus de déserteurs de l'armée régulière, des anciens combattants du RCD-Goma réfractaire au brassage, viennent renforcer ses rangs. À la fin de l’année 2005 ce sont plus d'un millier de soldats qui ont fait défection pour rejoindre Nkunda, issu principalement de la 82e brigade, mais aussi des 81e et 83e brigades. À cette époque, ses forces comptent plusieurs milliers de soldats, et contrôlent une grande partie des hauts plateaux de Masisi. Les autorités congolaises, alarmés par les défections et les discours belliqueux, émettent en septembre un mandat d'arrêt international à son encontre, pour insurrection, crimes de guerre et crimes contre l'humanité. Malgré le mandat d'arrêt, la MONUC refuse d'opérer son arrestation, arguant que « M. Laurent Nkunda ne représente pas une menace pour les populations locales, et nous ne pouvons dès lors justifier aucune action contre lui ».

### 2006: Élection présidentielle et création du CNPD
En janvier 2006, les troupes de Nkunda affrontent les troupes régulières congolaises, puis de nouveau en août 2006 aux environs de Sake. La MONUC dénonce les crimes de guerre commis par les FARDC.
Le 25 juillet 2006, quelques jours avant le premier tour des élections présidentielles, Laurent Nkunda officialise la création du Congrès national pour la défense du peuple (CNDP) lors d'une conférence de presse dans le Nord-Kivu,. Son programme consiste en la défense des intérêts et la protection de la communauté Tutsi, la neutralisation des Forces démocratiques de libération du Rwanda (FDLR), qui a cette époque sont le groupe armé le plus important de l'est du pays, ainsi que le retour en RDC des Tutsi congolais vivant dans les camps de réfugiés au Rwanda,.
Au cours des premier et deuxième tours contestés et violents de l'élection présidentielle congolaise de 2006, Nkunda déclare qu'il respecterait le résultat des urnes,,. Le 25 novembre, soit un jour avant que la Cour suprême de la république démocratique du Congo confirme la victoire de Joseph Kabila au second tour de l'élection présidentielle, les forces de Nkunda lancent une offensive majeure contre la 11e brigade des troupes gouvernementales à Sake, affrontant également des troupes de la MONUC. L'attaque pourrait ne pas être liée au résultat de l'élection, mais plutôt au « massacre d'un Tutsi proche de l'un des commandants du groupe ». Les Nations unies appellent le gouvernement à négocier avec Nkunda, et le ministre de l'Intérieur, le général Denis Kalume, est envoyé dans l'est du pays pour entamer des négociations.
Le 7 décembre 2006, des troupes du RCD-Goma, commandés par Nkunda, attaquent des positions de l'armée régulière au Nord-Kivu. Avec l'assistance militaire de la MONUC, l'armée gouvernementale parvint à reprendre le terrain et 150 rebelles sont tués dans l'opération. Environ 12 000 civils congolais fuient vers le district de Kisoro en Ouganda. Ce même jour, une roquette tirée de la république démocratique du Congo vers Kisoro tue sept personnes.

### 2007
Au début 2007, le gouvernement tente de diminuer la menace que constitue la présence de Laurent Nkunda en essayant d'intégrer davantage ses troupes au sein de l'armée congolaise. Pour ce faire Kinshasa négocie avec le général dissident un accord de mixage,, à la différence du brassage, lors du mixage les combattants ne sont pas envoyé immédiatement dans un autre région lors de leur intégration dans les FARDC. Cependant, ceci n'aboutit pas, et il apparaît qu'entre janvier et août 2007, Nkunda contrôlait désormais cinq brigades plutôt que deux.
Le 24 juillet 2007, le responsable des soldats de la paix des Nations unies Jean-Marie Guehenno déclare que « les forces de M. Nkunda sont la seule menace sérieuse contre la stabilité dans la RD Congo ».
Fin 2007, l'instabilité au Nord-Kivu, largement attribuée aux affrontements entre les troupes de Nkunda et les milices hutu, était à l'origine du déplacement de plus de 160 000 personnes. Au cours de négociations entre Nkunda et le gouvernement pour intégrer ses troupes, Nkunda garde le contrôle de plusieurs unités, qui continuent à lui obéir après l'échec des négociations.
La BBC accuse Nkunda de recevoir l'aide du Rwanda.
À la fin août, Nkunda retire ses hommes des brigades mixtes Nkunda/FARDC et commence à attaquer les troupes gouvernementales qu'il accuse d'aider les milices hutu à attaquer les milliers de Tutsi présents dans le Kivu.
Début septembre, les forces de Nkunda assiègent une position gouvernementale au Masisi, et les hélicoptères de la MONUC doivent transporter des soldats gouvernementaux pour les évacuer de la ville. Le 5 septembre 2007, après l'annonce par les forces des FARDC de la mort de 80 hommes de Nkunda à la suite d'un raid d'un hélicoptère Mil Mi-24, Nkunda appelle le gouvernement à revenir vers les termes d'un accord de paix. Selon lui « C'est la partie gouvernementale qui a brisé le processus de paix » et il demande au gouvernement de réintégrer le processus de paix.
En septembre, les hommes de Nkunda vident une dizaine d'écoles secondaires et quatre écoles primaires, où ils enrôlent de force des enfants-soldats. Selon les Nations unies, les filles furent emmenées comme esclaves sexuelles, les garçons comme soldats. Des milliers de civils quittent leurs maisons pour rejoindre les camps de réfugiés.
Le gouvernement impose le 15 octobre 2007 une date limite au désarmement des troupes de Nkunda. Sans réaction de la part de ce dernier, les FARDC marchent vers la position principale de Nkunda : Kichanga. Des milliers de civils fuient les combats entre les troupes de Nkunda et les Mai-Mai pro-gouvernementaux de Bunagana vers Rutshuru qu'ils atteignent après plusieurs jours de marche. Plusieurs informations font état de combats entre les troupes gouvernementales et celle de Nkunda aux environs de Bukima, à proximité de Bunagana, ainsi que de fuite de civils vers l'Ouganda. Le nombre total de déplacés depuis le début de l'année est estimé à plus de 370 000 personnes.
Au début novembre 2007, les troupes de Nkunda s'emparent de la ville de Nyanzale, à environ 100 km au nord de Goma. Trois des villages des environs sont également pris, et les positions de l'armée gouvernementale abandonnées. Une offensive gouvernementale au début décembre reprend la localité de Mushake le 5 décembre par la 82e brigade, et de la route qui la traversait. Ceci suit l'annonce par la MONUC que celle-ci était prête à fournir de l'artillerie aux offensives gouvernementales. Lors d'une conférence régionale à Addis-Abeba, les États-Unis, le Burundi, le Rwanda et l'Ouganda s'engagent à soutenir les forces gouvernementales et non pas les « forces négatives ». Nkunda reprend cependant Mushake le 10 décembre, ainsi que la localité de Karuba,,.
Avec l'ampleur des revers subis par l'armée gouvernementale en 2007, des doutes se font jour quant à sa capacité opérationnelle et à la fidélité de ses dirigeants en place, incapables de résister avec 20 000 hommes aux 4 000 miliciens de Nkunda. Les pertes gouvernementales subies au cours de la bataille de Mushake sont considérables : sur environ 6 000 hommes engagés, 2 600 militaires ont été tués dont 2 000 policiers en tenue militaire et 600 éléments de la garde républicaine et 600 blessés. Le matériel saisi par les rebelles est également impressionnant : 6 tonnes de munitions, dont des munitions d’hélicoptères, 45 blindés, 20 lance-roquettes, 15 000 caisses de grenades, 6 000 caisses de fusil militaire FAL, ainsi que 15 missiles sol-air. C'est la plus importante défaite de l'armée gouvernementale depuis la bataille de Pweto en novembre 2000. La fiabilité de certaines troupes de la MONUC est également mise en cause.
Nkunda annonce le 14 décembre qu'il est prêt à ouvrir des pourparlers de paix. Le gouvernement répond positivement et, après un report, les pourparlers s'ouvrent le 6 janvier 2008, à la conférence de Goma.
Quelque 200 écoliers auraient encore été enrôlés par les forces de Nkunda le 17 décembre. De violents combats entre les forces de Nkunda et des milices Maï-Maï sont par ailleurs intervenues le 28 décembre.

### 2008-2009: accord de paix de Goma et arrestation de Laurent Nkunda
Les partisans de Nkunda décident de participer aux négociations, mais quittent la conférence de Goma le 10 janvier 2008, après la tentative d'arrestation de l'un d'entre eux. Ils reviennent cependant à la table des négociations.
Les pourparlers se déroulent jusqu'au 21 janvier 2008, et un accord est presque trouvé le 21 janvier 2008. Il est finalement reporté au 23 janvier malgré des discussions liées aux cas de crimes de guerre. Le traité de paix est finalement signé le 23 janvier, et inclut une déclaration de cessez-le-feu immédiat, un retrait du Nord-Kivu des troupes de Nkunda, le retour au village de milliers de civils, et l'immunité des forces de Nkunda.
Ni les Forces démocratiques de libération du Rwanda (FDLR) ni le gouvernement du Rwanda n'ont pris part aux discussions, ce qui pourrait hypothéquer la valeur de l'accord,.
En mai 2008, l'accord de paix tient toujours, mais n'a pas empêché des combats entre les FARDC et FDLR, et les civils continuent à être victimes d'atrocités.
En octobre 2008, à la suite de nouvelles attaques de Nkunda, une internationalisation du conflit se profile.
Le 28 octobre, la ville de Rutshuru est menacée par les rebelles. Goma est également assiégée et attaquée, ce qui motive une intervention d'hélicoptères de la MONUC contre les rebelles. La ville est cependant abandonnée par les troupes gouvernementales le 29 octobre.
À la suite d'un retournement d'alliance, les gouvernements rwandais et congolais lancent une opération militaire combinée le 22 janvier 2009 menant à l'arrestation de Laurent Nkunda au Rwanda le 22 janvier au soir.
Le 23 mars 2009, le CNDP signe un traité de paix avec le gouvernement dans lequel il accepte de devenir un parti politique en échange de la libération de ses prisonniers et d'une meilleure prise en compte de la communauté des Tutsis congolais, notamment en donnant trois ministères au CNDP à la suite de l'élection présidentielle du Congo-Kinshasa de 2011[réf. nécessaire].

## Rébellion du M23 (2012-2013)

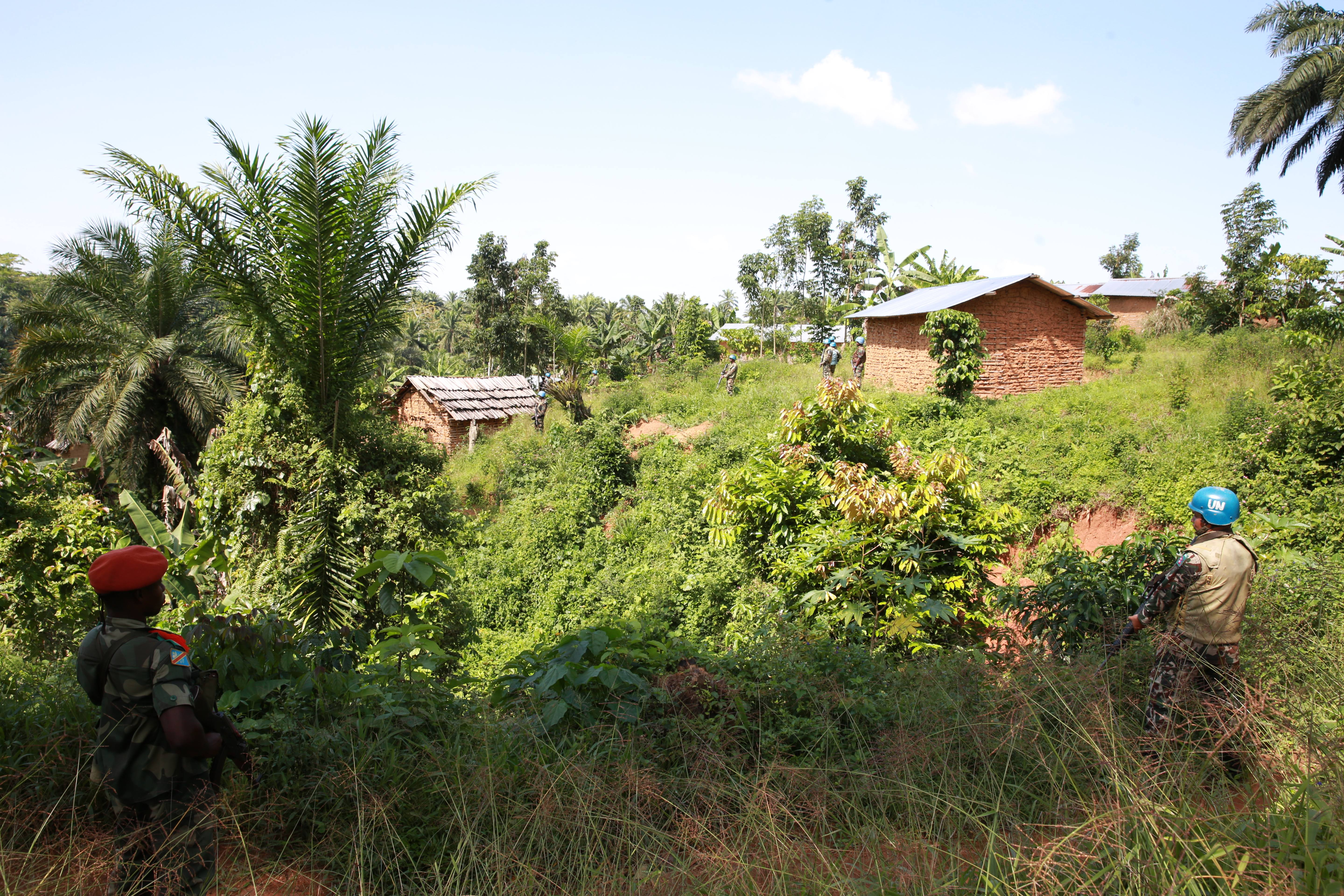
Opération de sécurisation conjointe entre les troupes de la MONUSCO et les FARDC dans la localité d’Eringeti. À la suite des récents massacres dans le territoire de Beni, le Chef de la MONUSCO, Martin Kobler, a demandé des actions conjointes MONUSCO-FARDC immédiates pour éliminer les terroristes.

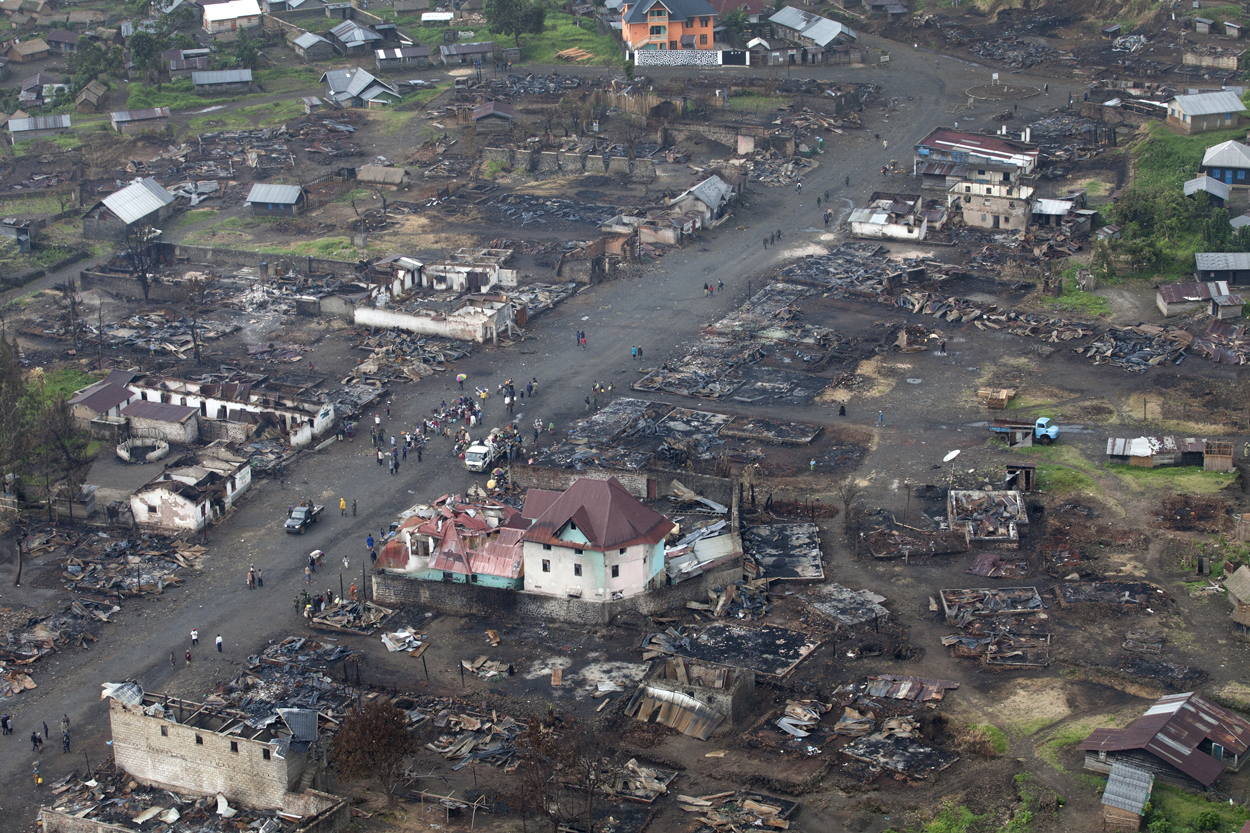
Destruction de la ville de Kitshanga à la suite des combats entre les FARDC et les rebelles maï-maï APCLS en 2013

En mai 2012, face à l’incertitude quant à leur sort, et alléguant que les termes de l'accord du 23 mars 2009 ne sont pas respectés, plusieurs anciens dirigeants du Congrès national pour la défense du peuple (CNDP), dont Bosco Ntaganda et Sultani Makenga reprennent les armes, fondent le Mouvement du 23 mars (M23), et lancent une insurréction dans l'est de la république démocratique du Congo.
Le M23 soutenu par le Rwanda,,, parvient à s'emparer de vastes territoires du Nord-Kivu, dont les localités de Bunagana et Rutshuru, qui passent sous le contrôle de la rébellion en juillet 2012. Le conflit est marqué par des violations des droits de l'homme, y compris des crimes de guerre et des crimes contre l'humanité, documentées par des organisations internationales tel que l'ONU et Human Rights Watch,, et les combats entraînent de graves conséquences humanitaires, dont des déplacements massifs de population. En décembre 2012, le M23 prend le contrôle de Goma, le chef-lieu de la province du Nord-Kivu, suscitant une forte mobilisation de la communauté internationale.
En novembre 2013, la rébellion est militairement vaincue par une campagne conjointe de l'armée congolaise et de la MONUSCO, la force locale de maintien de la paix des Nations unies.
Dans la nuit du 4 au 5 novembre 2013, l'armée congolaise a chassé les combattants du M23 des dernières positions qu'ils occupaient dans les montagnes du Nord-Kivu, à la frontière du Rwanda et de l'Ouganda. Le 5 novembre, le M23 déclare qu'il dépose les armes, et deux jours plus tard, environ 1 500 membres du M23 se rendent aux autorités ougandaises. Après l'échec de l'élaboration d'un premier document commun sur un accord début novembre, la RDC et le M23 signent le 12 décembre à Nairobi un accord de paix qui confirme la dissolution du M23, définit les modalités de la démobilisation et conditionne à l'abandon de la violence la reconnaissance des droits de ses membres.
Malgré la neutralisation du M23 et du CNDP par les forces congolaises, la région reste instable et est considéré comme une zone de non-droit. En effet, des affrontements violents continuent d'éclater régulièrement entre l'armée régulière et divers groupes rebelles, empêchant ainsi une pacification durable de la région,. De plus, des massacres sont encore perpétrés par des milices armées, notamment en 2016 et 2017,,. Les populations civiles sont les principales victimes des combats incessants, en particulier les femmes et les enfants, qui subissent régulièrement des violences sexuelles, y compris des viols,. Ces violations des droits humains sont facilitées par l'impuissance, l'indifférence, voire des allégations de complicité et de corruptibilité des forces congolaises et des soldats de la MONUSCO,.

## Résurgence du M23 et reprise des hostilités (depuis 2021)
Le 22 février 2021 l'ambassadeur d'Italie Luca Attanasio, son garde du corps Vittorio Iacovacci et le chauffeur de l'ONU Mustapha Milambo sont tués par six assaillants qui tentent d'enlever l'ambassadeur. L'attaque du convoi du Programme alimentaire mondial (PAM) de trois véhicules, transportant un total de sept personnes de la MONUSCO effectuait une mission des Nations unies et se rendait dans la province du Nord-Kivu à un programme d'alimentation scolaire du PAM à Rutshuru, une ville située à 70 kilomètres au nord de Goma sur un itinéraire qui aurait conduit les véhicules à travers le parc national des Virunga. L'attaque a lieu près des cantons de Kibumba et Kanyamahoro.
Du 13 juin 2022 au 16 juin 2022, la ville frontalière de Bunagana est occupée par le M23, elle est reprise par les Forces armées de la république démocratique du Congo le 16 juin 2022.

### 2024: Le conflit s'intensifie dans le Nord-Kivu

#### Offensives du M23 dans le Nord-Kivu
En février 2024, après avoir pris le contrôle de Shasha, le M23, avec l'appui des Forces rwandaises de défense (FRD), tente de prendre le contrôle de Sake, mais échoue dans ses tentatives, les Forces armées de la république démocratique du Congo (FARDC) et ses alliés (la MONUSCO, les forces de la Communauté de développement d'Afrique australe (SADC), et les groupes d'autodéfense wazalendo) opposant une forte résistance,.
En mars 2024, Nyanzale (en), plusieurs villages de la chefferie de Bwito dans le territoire de Rutshuru,, ainsi que les localités de Vitshumbi et Rwindi, situées dans le parc national des Virunga, passent sous le contrôle du M23. Dans le même temps, dans le territoire de Masisi, ce sont Kashuga et Misinga qui tombent aux mains de la rébellion. En une semaine, avec l'occupation de Kirima, Kikuku, Kihondo, Mutanda, Somikivu, Bwalanda, Kashalira, Kibingu et Kabanda, ce sont plus de 10 localités passées sous le contrôle de la rébellion du M23,,. Selon Richard Moncrieff, directeur de la région des Grands Lacs du groupe de recherche International Crisis Group, le M23 contrôlerait environ la moitié de la province du Nord-Kivu,, le rapport des experts mandaté par l'ONU publié en juin 2024 indique que la zone d'influence des M23/FRD dans le Nord-Kivu début avril 2024 a augmenté de 70 % depuis novembre 2023.
Le 28 juin 2024, après un mois de combat, la rébellion du M23 s'empare de Kanyabayonga, localité considérée comme un verrou stratégique, dont la voie principale permet de rejoindre les villes de Lubero, Butembo et Beni dans la partie septentrionale du Nord-Kivu, ainsi que Goma dans le sud de la région,, et deux jours plus tard, il s'emparent de la localité de Kirumba.

#### Trêve humanitaire et accord de cessez-le-feu
Le 5 juillet 2024, une trêve humanitaire est instaurée sous l'impulsion des États-Unis, prolongée le 19 juillet, elle prend fin le 3 août à 23 h 59,, et n'a été que partiellement respectée. Dans certains territoires comme le Rutshuru et le Lubero, les combats ont cessé, permettant par endroits aux humanitaires de se rendre sur le terrain évaluer la situation. Cependant, dans le Masisi, les affrontements ont continué, avec des bombardements et des victimes civiles.
Le 31 juillet 2024, afin de remplacer la trêve humanitaire, un accord de cessez-le-feu entre Kinshasa et Kigali est négocié par l'entremise de l'Angola. L'accord prévoit aussi la mise en œuvre d'un plan de neutralisation des Forces démocratiques de libération du Rwanda (FDLR) par la RDC et les signataires se sont accordés pour travailler sur un plan de désengagement des forces en conflit dans la région,. Le cessez-le-feu entre en vigueur le 4 août 2024, mais le M23, qui considère ne pas être soumis à un accord dont il n'a pas participé aux négociations, continue son avancée dans le territoire de Rutshuru et s'empare sans combat d’Ishasha, une localité frontalière de l’Ouganda, après la chute de Nyamilima, grosse agglomération voisine, là aussi sans avoir rencontré d'opposition,.
En août 2024, une période d'accalmie fait suite à la signature du cessez-le-feu, mais les affrontements reprennent en octobre dans le territoire de Lubero, et s'intensifient á partir du 15 décembre, à la suite de l'annulation du sommet de Luanda pour cause de désaccord entre le Rwanda et la RDC. La recrudescence des combats entraînent d'importants déplacements de populations civiles, alors que le M23 poursuit son expansion dans le Lubero.

### 2025: expansion territoriale du M23 dans le Nord-Kivu et le Sud-Kivu
En janvier 2025, la rébellion prend le contrôle de plusieurs localités clés de la province du Nord-Kivu, dont Masisi, et Sake et de la ville de Minova (en) dans le territoire de Kalehe, dans la province du Sud-Kivu. Les zones de combats se rapprochent de Goma, et isolent davantage la ville.

#### Chute de Goma et de Bukavu, résolution de l’ONU condamnant le Rwanda

Carte de la bataille de Goma

Le 26 janvier 2025, les forces de la rébellion du M23, appuyée par les soldats rwandais entrent dans la ville de Goma. Les combats font rage dans les quartiers nord de la ville et aux abords de l'aéroport et se poursuivent pendant plusieurs jours, faisant de nombreuses victimes parmi les civils et les combattants. Le bilan de ces affrontements est lourd : des milliers de morts et de blessés sont à déplorer. La crise humanitaire s'aggrave de jour en jour, avec des pénuries d'eau, de nourriture et de médicaments. Le 30 janvier, le M23 contrôle la majeure partie de Goma. Debut février, le M23 poursuit son avancée dans l'est de la RDC, en direction de Bukavu, la capitale du Sud-Kivu.
Le 16 février, la rébellion entre dans le centre de Bukavu, sous les applaudissements d'une partie de la population. Le M23 prend le contrôle de plusieurs quartiers et de lieux clés de la ville, dont la résidence du gouverneur et le poste frontière avec le Rwanda, Ruzizi 1. Après avoir conquis Goma, à la fin du mois de janvier, cette avancée permet au M23 et son allié rwandais de prendre le contrôle des deux côtés de la frontière du lac Kivu et le contrôle des ravitaillements par voie aérienne,. La dernière fois que la république démocratique du Congo a perdu simultanément le contrôle des deux capitales du Kivu remonte à 1998, durant la deuxième guerre du Congo.
Le 21 février 2025, le Conseil de sécurité des Nations unies adopte une résolution appelant le M23 à cesser leur offensive dans l'est de la république démocratique du Congo (RDC), et demandant aux forces rwandaises de cesser leur soutien au groupe armé et de retirer leurs troupes du territoire congolais. Cette résolution condamne pour la première fois de manière explicite le Rwanda pour son soutien au M23.

#### Négociations M23/RDC sous l'égide du Qatar, et accord de Washington
Le 9 avril 2025, des négociations débutent à Doha, impliquant l'Alliance fleuve Congo et le Mouvement du 23 mars (AFC/M23) d'une part et le gouvernement de la république démocratique du Congo (RDC) d'autre part. Ces discussions, sous la médiation du Qatar, font suite à une rencontre entre le président congolais, Félix Tshisekedi, et son homologue rwandais, Paul Kagame,, et visent à résoudre le conflit dans l'est de la RDC, malgré des tensions persistantes sur le terrain, notamment des combats dans le Sud-Kivu. 
Le 23 avril 2025, les deux parties expriment leur intention de travailler à une trêve dans une déclaration conjointe.
Le 25 avril, les ministres des Affaires étrangères de la RDC et du Rwanda signent à Washington une « déclaration de principes » sous l'égide des États-Unis, réaffirmant le respect de l'intégrité territoriale et encourageant une coopération pour la gestion des parcs nationaux transfrontaliers et des ressources minières.
Malgré la période de négociation, des combats ont encore lieu entre le M23, les forces gouvernementales et les milices loyalistes wazalendo au Nord-Kivu, et au Sud-Kivu.
Le 19 juin 2025, la république démocratique du Congo (RDC) et le Rwanda paraphent le texte d'un accord de paix qui prévoit « le respect de l'intégrité territoriale et l'arrêt des hostilités » dans l'est de la RDC, obtenu avec la médiation des États-Unis et du Qatar. Le 27 juin, l'accord de paix est signé à Washington D.C. par les ministres des Affaires étrangères des deux pays, supervisé par le secrétaire d’État américain Marco Rubio. Un sommet inter-États est prévu fin juillet avec les présidents Félix Tshisekedi et Paul Kagame à la Maison Blanche.
Le 19 juillet 2025, un accord de principe est signée à Doha entre l'AFC/M23 et le gouvernement de la république démocratique du Congo, dans le cadre du processus de Doha, sous la médiation du Qatar. Cet accord établit un cadre pour un cessez-le-feu permanent. Un mécanisme de supervision est prévu pour assurer le respect du cessez-le-feu, tandis que les parties s'engagent à collaborer avec les organisations internationales et régionales, dont la MONUSCO, pour protéger les civils et mettre en œuvre les principes convenus. La déclaration entre en vigueur immédiatement et doit être appliquée avant fin juillet 2025. Des négociations directes pour un accord de paix global doivent commencer avant le 8 août 2025, avec pour objectif de finaliser cet accord avant le 18 août 2025, en alignement avec l'accord de paix entre la RDC et le Rwanda, signé le 27 juin.

## Rapports de l'ONU sur la république démocratique du Congo

### Rapports de 2012-2013
Les rapports de l'ONU sur la république démocratique du Congo (RDC) publiés entre 2012 et 2013 mettent en lumière le soutien militaire, financier et politique dont bénéficie le  mouvement du 23 mars (M23) de la part de hauts responsables du gouvernement rwandais, y compris le ministre de la Défense et le chef d’état-major de la Défense du Rwanda. Ce soutien inclut une assistance à la création du M23, le recrutement, l'appui logistique, ainsi qu'une implication directe dans des opérations militaires en RDC. Le Rwanda est également accusé de soutenir des individus sous sanctions internationales, comme le général Bosco Ntaganda. Le gouvernement rwandais nie catégoriquement ces accusations.
En plus du Rwanda, les rapports mentionnent d'autres acteurs régionaux et groupes armés impliqués dans le conflit. L'Ouganda est pointé du doigt pour son rôle dans le conflit, permettant au M23 d'opérer depuis Kampala et de renforcer ses relations extérieures. D'autres groupes armés sont également évoqués, tels que les Forces démocratiques de libération du Rwanda (FDLR), les Forces démocratiques alliées (ADF), les Forces de résistance patriotique de l'Ituri (FPRI), les Raïa Mutomboki (en), un groupe armé Maï Maï.
Ces rapports soulignent également que des pays comme l'Ouganda, le Burundi, la Tanzanie, le Congo-Brazzaville, le Soudan du Sud et la Zambie accueillent des réfugiés congolais fuyant les combats, et que 65 % des 2,6 millions de déplacés internes de la RDC, recensés en 2013, proviennent des provinces du Nord et Sud-Kivu.

### Rapport de juin 2024 (S/2024/432)
En juillet 2024, le rapport d'experts sur la république démocratique du Congo mandaté par l'ONU est publié.
Les Forces démocratiques alliées (ADF) sont présentées dans le rapport comme le groupe armé faisant le plus de morts de civils dans l'est de la RDC, avec plus d'un millier de victimes pour l'année 2023, la stratégie de l'ADF, après les pertes subies durant l'opération Shujaa, une coalition entre les Forces armées de la république démocratique du Congo (FARDC) et l'armée ougandaise formée pour combattre les ADF et initié en 2021, étant d'éviter l'affrontement direct avec les forces armées de la coalition, et d'attaquer les populations locales en représailles aux opérations militaires effectués par les forces régulières à leur encontre.
En plus des actions et de la stratégie des ADF, le rapport détaille les responsabilités du Rwanda dans le conflit qui enflamme l'Est du pays, et met aussi en lumière les responsabilités de la république démocratique du Congo et de l’Ouganda, qui jusque-là étaient peu médiatisés.

#### Accusations contre le Rwanda et le mouvement du23 mars
Le rapport accuse le Rwanda de violer la souveraineté de la RDC en soutenant la rébellion du M23, et détaille l'implication de l'armée rwandaise (FRD) au côté de la rébellion dans l'Est du pays, estimant entre 3 000  et   4 000 le nombre de soldats déployés sur le sol congolais, alors que le nombre de combattants du M23 actifs dans le Petit Nord (une partie du Nord-Kivu) est estimé à 3 000 combattants (Chiffres au début du mois d’avril 2024),.
Depuis fin 2021, le M23 appuyé par les troupes rwandaises progresse dans la province du Nord-Kivu, les FRD contrôlent et dirigent les opérations militaires du M23 et prennent part directement aux combats. Cet appui du Rwanda, a permis aux M23/FRD de dominer le Petit Nord et d’étendre rapidement leur territoire jusqu’aux rives du lac Édouard. Lors de leurs offensives, les M23/FRD prennent principalement pour cible des localités situées dans les bastions des Forces démocratiques de libération du Rwanda (FDLR), et des Nyatura (en), et lors de ces raids, les civils, principalement des Hutu, perçus comme ayant collaboré avec l'ennemi, sont punis, sous forme d'exécutions, de tortures, de destructions de villages, de pillages ou de détentions arbitraires,.
Comme depuis le début de l'année 2024 à chaque nouvelle accusation, le Rwanda n'a pas nié les allégations, et déclare à la BBC « que le gouvernement de la RD Congo n'avait pas la volonté politique de résoudre la crise dans son Est riche en minerais qui a connu des décennies de troubles ». Déjà en juin 2024, lors d'un interview donné à France 24, Paul Kagame avait déclaré être prêts à se battre si nécessaire avec la RD Congo, accusant Félix Tshisekedi de raviver une idéologie génocidaire à l'encontre des Tutsi congolais, mais avait refusé de confirmer la présence de soldats rwandais en RDC. En août 2024, La république démocratique du Congo, s'est engagée à poursuivre le Rwanda devant la Cour de justice de l'Afrique de l'Est.

#### Accusations contre l'Ouganda
Le rapport met aussi en avant les relations que l'Ouganda entretient avec le M23. L'Ouganda, allié avec la RDC dans la lutte contre les ADF, laisse les rebelles du M23 et les troupes rwandaises transiter sur leur territoire, et des membres du M23, dont Sultani Makenga commandant de la branche armée, et Corneille Nangaa, le leader de la coalition politico-militaire Alliance fleuve Congo que le M23 a rejoint fin 2023, se rendent régulièrement en Ouganda. Ces accusations ont été démentis par l'Ouganda.

#### Accusation contre la république démocratique du Congo
Le Rapport critique aussi le gouvernement de Kinshasa, l'accusant de soutenir plusieurs groupes armés, regroupés sous l'appellation wazalendo, et de les utiliser comme supplétifs dans leur lutte contre le M23, dont les FDLR,,, alors que ces groupes, dans un climat d'impunité, se livrent dans la région à de nombreuses exactions et sont accusés de pillages, notamment à Goma. Des officiers militaires du gouvernement sont souvent impliqués dans la facilitation de ces activités illégales et du pillage. Le recrutement d’enfants soldats continue d'atteindre des niveaux inquiétants. Les niveaux de violences des wazalendo incluent des attaques indiscriminées contre des civils, des rançons, des exécutions extrajudiciaires, des violences sexuelles ou encore l’utilisation d’armes explosives dans des zones peuplées. Le conflit a déjà causé près de 7 millions de déplacés.

### Rapport de juillet 2025
En juillet 2025 le rapport d'experts sur la république démocratique du Congo mandaté par l'ONU, et dirigé Mélanie De Groof, est publié. Il couvre les enquêtes menées jusqu'au 20 avril 2025.

#### Implication du Rwanda
Le rapport révèle que l'armée rwandaise a joué un « rôle déterminant » aux côtés du Mouvement du 23 mars (M23) dans la prise des villes de Goma et Bukavu en janvier et février 2025. 
Selon les experts de l'ONU, les opérations des Forces rwandaises de défense (FDR) ont été cruciales dans la conquête et l'occupation de nouveaux territoires. Des preuves, incluant des photos, des vidéos et des témoignages, confirment l'engagement direct des troupes rwandaises dans les combats. Une semaine avant l'attaque de Goma, des responsables rwandais ont informé les experts de l'ONU de la décision du président Paul Kagame de prendre le contrôle de Goma et Bukavu. 
Le rapport décrit la formation et le matériel militaire de haute technologie, y compris des systèmes de défense aérienne, que le Rwanda aurait fournis au M23 pour leur donner un avantage tactique décisif sur l'armée congolaise. 
Les experts indiquent que le Rwanda a déployé environ 6 000 soldats dans les provinces du Nord et du Sud-Kivu, augmentant significativement sa présence militaire avant l’avancée du M23. Lors de la rédaction du rapport, entre 1 000 et 1 500 soldats rwandais étaient encore présents sur le territoire contrôlé par le M23 tandis que plusieurs milliers d'autres étaient stationnés le long de la frontière, prêts à être déployés.

#### Objectifs économiques
Le rapport de l'ONU révèle également que le Rwanda et l'AFC/M23 construisent une structure gouvernementale parallèle dans l'est de le république démocratique du Congo (RDC), visant à contrôler le commerce des matières premières. 
Les experts affirment que l'objectif principal du soutien rwandais au M23 n'est pas de lutter contre les Forces démocratiques de libération du Rwanda (FDLR),  
mais la conquête de nouveaux territoires. Ils citent dans le rapport des sources au sein de l’armée rwandaise et du gouvernement rwandais qui affirment que Kigali cherche à contrôler les ressources naturelles congolaises, et contrôler le territoire.

#### Tensions internes
Le rapport révèle que des tensions internes au sein de l'Alliance fleuve Congo et du Mouvement du 23 mars (AFC/M23) sont exacerbées par des nominations contestées et l'annonce du retour de l'ancien président Joseph Kabila, ravivant les divisions entre les factions historiques rwandaises et ougandaises. 
Dans le cadre de ses efforts pour rétablir la cohésion au sein de l'alliance, le gouvernement rwandais envisagerai de nommer Laurent Nkunda, ancien chef du Congrès national pour la défense du peuple (CNDP), à un poste important au sein du M23. Le CNDP, dont les membres ont été intégrés aux Forces armées de la république démocratique du Congo (FARDC) en 2009, a vu certains de ses anciens membres se mutiner pour former le M23, une des raisons avancé étant que le gouvernement congolais ne respectait pas les termes de l'accord de paix du 23 mars 2009.
Selon le rapport, le Rwanda continue de piloter le commandement de l'AFC/M23, avec Sultani Makenga à la tête du commandement militaire et Bertrand Bisimwa et Corneille Nangaa à la direction politique. Cependant, Nangaa, qui aurait été recruté pour donner une caution congolaise à la rébellion à travers de la vitrine politique de l'Alliance fleuve Congo (AFC), a été progressivement mis à l'écart par le Rwanda en raison de ses ambitions personnelles de prendre le pouvoir à Kinshasa par la force. Selon le rapport « Si le Rwanda et le M23 souscrivaient à l'idée d'un changement de régime, ils n'étaient pas favorables à une campagne militaire visant Kinshasa ».

#### Accusations contre la RDC
Dans le rapport, la république démocratique du Congo est accusée d'avoir recours aux Forces démocratiques de libération du Rwanda (FDLR) et aux miliciens pro-gouvernementaux wazalendo, en leur fournissant un soutien financier et logistique, ce qui constitue une violation du régime de sanctions en vigueur.

#### Réactions
La porte-parole du gouvernement rwandais, Yolande Makolo, accuse le rapport de l'ONU de déformer les préoccupations sécuritaires du Rwanda. 
Kigali n’a jamais explicitement reconnu sa présence militaire dans la région, justifiant ses actions par des mesures défensives contre les Forces démocratiques de libération du Rwanda (FDLR), et la nécessité de maintenir une posture défensive à leurs frontières,,.
En réponse aux allégations de contrebande des minerais, Yolande Makolo souligne que le Rwanda possède ses propres réserves de minerais critiques 3T, et que contrairement à la partie orientale de la république démocratique du Congo, où le secteur minier est majoritairement artisanal et marqué par une exploitation prédatrice de la part de groupes armés et d’officiels congolais corrompus, le Rwanda maintient un secteur minier réglementé et formalisé. Elle souligne que le pays a investi dans des infrastructures de traitement des minerais, permettant un raffinage commercial ainsi qu'une certification appropriée des minerais.

## Motivation économique due à l'importance des enjeux miniers
La région de l'est de la république démocratique du Congo (RDC) est souvent décrite comme une Shatterbelt (en), une zone stratégique marquée par des conflits entre États et des intérêts divergents de puissances voisines. Cette instabilité est exacerbée par la contrebande de ressources naturelles, notamment les « minerais de sang », facilitée par trois pays voisins, qui alimente et perpétue les conflits existants.
Depuis le début du XXIe siècle, des campagnes internationales dénoncent le trafic de ces minerais, qui finance des groupes armés et attise les conflits dans l'est du pays. Les rapports des Nations unies révèlent l'implication d'acteurs internationaux dans des activités illégales, telles que la contrebande et l'exploitation minière illicite. Malgré les dénonciations, ces pratiques persistent. Les minerais les plus convoités incluent l'or et les « 3T » (étain, tantale, tungstène), essentiels pour les technologies modernes. L'exploitation artisanale domine, souvent dans des conditions précaires, avec une forte contrebande privant l'État congolais de revenus substantiels. Les entreprises occidentales et chinoises sont également impliquées, parfois accusées de pratiques illégales et de violations des droits humains et environnementaux.
En 2025, le secteur minier, dominé par des multinationales, joue un rôle complexe dans le conflit. Selon Jason Stearns (en), bien que les minerais comme le tantale et l'étain soient liés aux chaînes d'approvisionnement internationales, leur rôle dans le déclenchement du conflit est moins direct. L'or est devenu la principale exportation minière de la région, avec des exportations massives vers Dubaï, où des accusations de blanchiment d'argent persistent. Cependant, les liens causaux entre ce commerce et le conflit restent flous. Selon un rapport des Nations unies, la contrebande d'or de la république démocratique du Congo vers l'Ouganda et de minerais vers le Rwanda ont fortement augmenté en 2025, atteignant des niveaux records pour le Rwanda.

### Contexte historique
Le Kivu est une région riche en minerais, notamment en cuivre, cobalt, zinc, manganèse, or, uranium, et germanium. L'exploitation minière commence en 1920 avec la découverte de l'or et de la cassitérite. Les sociétés Conbelmenzaïre et Kinoretain fusionnent en 1976 pour former la Société Minière et Industrielle du Kivu (en) (SOMINKI), qui est ensuite rachetée par un groupe canadien. À la fin du XXe siècle, le tantale devient particulièrement valorisé pour la fabrication de produits électroniques, attirant des dizaines de milliers de personnes vers les anciens sites miniers de la SOMINKI. La ruée vers le tantale dure de 1999 à 2001, mais l'activité minière se poursuit avec l'exploitation d'autres minerais. Les minerais sont transportés vers des villes de l'est du Kivu ou au Rwanda, souvent à dos d'hommes sur des terrains difficiles, avant d'être acheminés vers des marchés mondiaux dominés par des firmes de pays industriels ou émergents.
Dans les années 1990, l'émergence de groupes armés locaux s'est intensifiée pendant la première et deuxième guerre du Congo, entraînant une insécurité généralisée dans les régions de l'Ituri et des Kivu. Ces groupes ont multiplié les attaques contre les populations, les villages, et organisé des enlèvements et des embuscades contre les convois commerciaux. Ces violences ont souvent prolongé des rivalités historiques liées à la possession des terres, remontant parfois à la période coloniale.
Le Rassemblement congolais pour la démocratie (RCD), un groupe rebelle soutenu par le Rwanda et l'Ouganda, a pris le contrôle de l'exploitation et de l'exportation du coltan dans la région du Kivu, utilisant les revenus générés pour financer ses opérations militaires. Les creuseurs locaux, souvent des villageois ou d'anciens mineurs, ont été impliqués dans l'extraction initiale du coltan, travaillant dans des conditions précaires.
Alors que la Deuxième guerre du Congo s'intensifie, des acteurs étrangers ont commencé à exploiter les ressources naturelles du pays pour financer leurs opérations militaires. Un « Congo Desk » est créé au sein du ministère rwandais de la Défense, pour lequel une banque bruxelloise a établi un fonds renouvelable de 10 millions de dollars, financé par l'exploitation du coltan, de l'or et des diamants congolais. Ces ressources, notamment les mines artisanales autour de Kisangani qui produisent des millions de dollars, ont exacerbé les tensions entre le Rwanda et l'Ouganda, deux alliés aux visions divergentes.
Cette exploitation minière a accentué les conflits dans l'est du pays, un phénomène illustré notamment par la rivalité entre le Rwanda et l’Ouganda pour le contrôle de zones riches en diamants. Cette rivalité a culminé lors de la guerre des six jours à Kisangani en 2000, survenant alors même que les acteurs internationaux tentaient de négocier un accord de paix,, mettant en lumière les tensions engendrées par la lutte pour les ressources minières.
Le conflit entre Rwanda et l'Ouganda dépasse le simple partage des ressources et s'enracine dans des divergences politiques et stratégiques. Kigali et Kampala, bien qu'alliés durant la deuxième guerre du Congo, avaient des visions opposées sur la gestion de la sécurité, l'économie de guerre, et l'avenir politique de Kinshasa. Ces divergences se sont manifestées par des actions contradictoires sur le terrain.
A la fin de la deuxième guerre du Congo, malgré le retrait des forces des pays voisins de la RDC, l'État congolais a eu du mal à contrôler les zones minières. Une multitude de groupes armés, incluant des milices locales et des factions plus puissantes, ainsi que des acteurs étatiques comme les Forces armées de la république démocratique du Congo (FARDC), ont continué à exploiter les ressources minières pour financer leurs activités,.
En novembre 2008, le ministre de la communication de la RDC dénonce un « lobby » pillant les ressources minières, notamment le coltan, et soutenant des groupes armés comme ceux de Laurent Nkunda,.

### Corridors d'exportation des minerais
Les minerais de l'est de la république démocratique du Congo (RDC) sont principalement exportés via deux corridors : le nord vers l'Ouganda et le centre vers le Rwanda, menant aux ports de Mombasa au Kenya et Dar es Salam en Tanzanie. Ces routes sont essentielles pour l'exportation vers l'Europe, les Émirats arabes et l'Asie. Cependant, ces corridors sont également utilisés pour la contrebande de minerais, avec des sociétés basées dans plusieurs pays impliquées dans le commerce illicite de minerais de conflit.

#### Ouganda
En 2023, l'Ouganda a considérablement augmenté ses exportations d'or, atteignant 2,7 milliards de dollars, malgré une production locale limitée. Cette disparité suggère une importation frauduleuse d'or, principalement en provenance de la RDC. Des études, comme celle de Swissaid en 2024, révèlent que la majorité de l'or entrant en Ouganda n'est pas déclarée dans les statistiques d'exportation des pays d'origine, indiquant un commerce illicite important. L'Ouganda ambitionne de devenir un hub régional pour la transformation et l'exportation de minerais, avec des raffineries sous contrôle chinois et d'autres acteurs internationaux.

#### Rwanda
Le Rwanda est un acteur clé dans le commerce des minerais de la région, avec des exportations significatives de coltan, principalement en provenance illicite de la RDC. Le président Félix Tshisekedi a dénoncé à plusieurs reprises cette situation, soulignant le fossé entre les exportations déclarées et la production locale. Le Rwanda offre des incitations fiscales attractives qui attirent des investissements dans la transformation des minerais, visant à augmenter la valeur ajoutée locale. Un protocole d'accord avec l'Union européenne, signé en février 2024, renforce le rôle du Rwanda dans la lutte contre le trafic illicite de matières premières. Toutefois, cet accord est sujet à controverse. La RDC a exprimé des préoccupations, interprétant cette mesure comme une légitimation des activités d'exploitation illicite des ressources congolaises attribuées au Rwanda.
En 2025, selon un rapport de l'ONU, l’armée rwandaise joue un rôle crucial dans l’augmentation d'exportations illégales de RDC vers le Rwanda. Les minerais concernés, notamment l’étain, le coltan et le tungstène, sont mélangés à la production locale rwandaise et étiquetés comme minerais rwandais.

#### Burundi
Selon le rapport des Nations unies publié en 2022, le Burundi est devenu une route alternative pour la contrebande de minerais congolais, notamment l'or, en raison du renforcement des contrôles à la frontière rwando-congolaise à la suite de la résurgence du Mouvement du 23 mars. Les contrebandiers utilisent des méthodes pour éviter les contrôles laxistes et blanchir l'or via des coopératives locales. Cette route, bien que moins documentée, joue un rôle croissant dans le commerce illicite des ressources minières de la RDC.

### Rôle et impact de l'armée nationale
Les Forces armées de la république démocratique du Congo, composées de nombreux groupes rebelles intégrés au fil des années, sont marquées par une structure complexe et des défis internes. Les soldats sont souvent mal payés et mal équipés, et les officiers supérieurs détournent une partie des ressources. Cette instabilité favorise les allers-retours entre milices et armée, exacerbant les tensions et l'insécurité. En 2024, un rapport des Nations unies confirme l'implication des FARDC dans l'extraction illégale de l'or, détournant des ressources destinées à la lutte contre les groupes armés. En 2024, un rapport des Nations unies confirme l'implication des FARDC dans l'extraction illégale de l'or, détournant des ressources destinées à la lutte contre les groupes armés.

### Dynamique des groupes armés non étatiques
Les groupes armés en RDC trouvent souvent leur origine dans des structures communautaires, où les chefs coutumiers jouent un rôle central. Ces chefs, légitimés par leur statut de gardiens de la terre et leur autorité spirituelle, forment des milices d'autodéfense locales, comme les Maï-Maï. Initialement créées pour protéger leurs communautés, ces milices s'autonomisent progressivement et s'impliquent dans des activités criminelles, notamment l'exploitation illégale des mines.
En 2023, le Baromètre sécuritaire du Kivu recense 120 groupes armés non étatiques dans les provinces orientales du Congo, tandis que le Programme de démilitarisation, de désarmement et de réintégration (P-DDRC) en dénombre 252. Ces groupes, souvent en conflit pour le contrôle des ressources, perpétuent des rivalités historiques et ethniques, exacerbant l'insécurité dans la région.

### Exploitation et contrôle des ressources minières
Les groupes armés et les unités de l'armée tirent profit du commerce de l'or et d'autres minerais de plusieurs manières : en contrôlant les sites miniers, en forçant les mineurs à travailler pour eux, en volant les minerais extraits, et en taxant illégalement leur transport et leur exportation. Par exemple, en 2024, dans le territoire de Djugu, des membres des FARDC, du groupe d'autodéfense Jeunesse-Zaïre et de la milice CODECO contrôlent une production hebdomadaire d'or de plus de 29 kg. Ces groupes imposent diverses taxes aux mineurs et aux négociants, utilisant des méthodes coercitives pour assurer leur domination. La milice Maï-Maï Yakutumba, opérant dans les territoires d'Uvira et de Fizi, contrôle également une grande partie de l'extraction de l'or, imposant un système élaboré de taxation et de partage des profits. En 2023, une étude de l'IPIS révèle que 136 240 mineurs subissent l'ingérence de ces acteurs armés, malgré les réglementations interdisant la présence militaire sur les sites miniers.

### Trafic et taxation des filières minières
Les milices et les groupes armés sont profondément impliqués dans le trafic de minerais, utilisant des méthodes frauduleuses pour exporter l'or et d'autres ressources. Les négociants et les comptoirs jouent un rôle clé dans ces filières, achetant les minerais aux mineurs artisanaux et les exportant via divers intermédiaires. Le transport des minerais se fait souvent dans des conditions précaires, utilisant des porteurs et des bicyclettes pour franchir des terrains difficiles. Les groupes armés contrôlent également de nombreux barrages routiers, imposant des taxes illégales aux transporteurs et aux mineurs. En 2023, le gouverneur du Sud-Kivu recense pas moins de 3 100 barrages, dont une grande partie est contrôlée par des groupes armés. Ces pratiques de taxation illégale, souvent justifiées par des prétextes de sécurité, alimentent un système de prédation minière généralisé.

### Financement du système de prédation
Les conflits dans la région sont financés par un système lucratif de vente de minerais et d'achat d'armes. Les bénéfices tirés de l'exploitation et du commerce frauduleux des minerais permettent aux belligérants d'acquérir des armements lourds et des munitions sur les marchés clandestins. Un embargo sur les armes est régulièrement renouvelé par les Nations unies, mais des violations sont fréquemment observées, impliquant des autorités congolaises et des gouvernements étrangers. Les mineurs artisanaux et les négociants locaux dépendent de financements en espèces et d'avances de paiement, sans accès au système bancaire formel. Les intermédiaires financiers, souvent liés à des réseaux internationaux, facilitent ces transactions, contribuant à un système d'économie mafieuse où chacun cherche à maximiser ses gains de manière rapide et violente.
En décembre 2024, le gouvernement congolais dépose une plainte devant un tribunal européen contre l'entreprise Apple, l'accusant d'utiliser des minéraux extraits illégalement du Congo pour fabriquer des appareils électroniques.

### Solutions mises en place
Bien que les Nations unies soient présentes sur le territoire depuis 1999, de nombreux acteurs tirent profit des conflits persistants, tant au niveau local qu’international. En réponse, l’ONU explore des solutions alternatives pour contrer ces dynamiques.
Le processus de Kimberley, établi en 2003, a mis en place un système de certification visant à empêcher l’achat de diamants provenant de zones de conflit, souvent désignés sous le terme de « diamants de sang ». Bien que ce processus ait été initialement conçu pour les diamants, il s’applique également à d’autres minerais tels que le coltan, particulièrement pertinent dans la région du Kivu.
En 2002, une initiative menée par une ONG a conduit à la création de la plateforme Publish what you pay (en) (Publiez ce que vous payez). Cette initiative vise à dénoncer les entreprises qui achètent illégalement des minerais du Kivu, les forçant parfois à se retirer du marché pour éviter de ternir leur réputation.
Cependant, la distinction de l’origine des minerais pose un défi majeur. Bien que des recherches scientifiques permettent de déterminer l’origine des minerais, la mise en œuvre de systèmes de traçabilité nécessite un engagement politique fort. Les autorités de la RDC doivent accepter de mettre en place ces systèmes, sans quoi des pays comme les États-Unis pourraient refuser d’acheter des minerais provenant de cette région.
En 2010, le gouvernement congolais sous la présidence de Joseph Kabila a instauré une suspension de l’exploitation minière pour imposer un embargo sur les trafiquants d’armes. Cependant, cet embargo a été contourné et a entraîné des difficultés économiques. En conséquence, la suspension a été levée en 2011,.
Depuis 2011, le gouvernement congolais a travaillé en collaboration avec diverses organisations internationales pour renforcer les systèmes de traçabilité des minerais. Des initiatives telles que l'International Tin Supply Chain Initiative (ITSCI), ou  le certificat de la Conférence internationale sur la région des Grands Lacs (CIRGL), ont été adoptés pour assurer une meilleure surveillance et une meilleure régulation du commerce des minerais.
Mais la traçabilité des minerais en temps de guerre est souvent considérée comme impossible, lors de la prise de Walikale par le M23 en 2025, les activités de traçage ont dû être interrompues dans le territoire jusqu'au retrait du M23.

## Crimes de guerre
D’après Human Rights Watch (HRW), les membres du M23 « sont responsables de crimes de guerre commis à grande échelle, y compris des exécutions sommaires, des viols et des recrutements de force ». « Certaines autorités rwandaises pourraient être considérées comme complices de crimes de guerre en raison de l’appui militaire continu qu’elles apportent aux forces du M23 » selon l'ONG.
De graves violations des droits de l'homme ont aussi été commises par les forces gouvernementales à Goma et à Minova (en). Une enquête de la Mission de l'Organisation des Nations unies pour la stabilisation en république démocratique du Congo (MONUSCO) a permis de recenser au moins 126 femmes violées fin novembre 2012 dont une partie aurait été commise par les soldats des FARDC,.